# Cámara de Diputados de Bolivia
La Cámara de Diputados del Estado Plurinacional de Bolivia es la cámara baja de la Asamblea Legislativa Plurinacional de Bolivia. La composición y los poderes de la Cámara están establecidos en la Constitución Política del Estado. La sala de sesiones se encuentra en el nuevo edificio de la Asamblea Legislativa Plurinacional en La Paz.

## Historia
Desde la Constitución de 1831, el Congreso Nacional estaba compuesto por el Senado y la Cámara de Representantes y no fue hasta el año 1861 que la Cámara Baja pasó a ser la Cámara de Diputados. Pocos años después, con la reforma de la Carta Magna de 1868, la Cámara de Diputados se la denominó nuevamente de Representantes. Sin embargo, en 1871 la cámara baja boliviana se llama definitivamente Cámara de Diputados.

## Requisitos para acceder al cargo
La Constitución de 2009 establece que para ser senador y diputado en la Asamblea Legislativa Plurinacional, el candidato ha de cumplir con las condiciones de acceso al servicio público, tener la edad de dieciocho años al momento de la elección y haber residido dos años antes de la elección en su circunscripción.

## Lista de Diputados
Tras las elecciones generales del 2020, la Cámara de Diputados está constituida por tres bancadas: el Movimiento al Socialismo con 75 diputados, Comunidad Ciudadana con 39, y Creemos con 16.

### Composición original
| Afiliación | Afiliación                   | Miembros | Miembros |
| ---------- | ---------------------------- | -------- | -------- |
|            | Movimiento al Socialismo     | 75       | 8        |
|            | Comunidad Ciudadana (FRI/PG) | 39       | 11       |
|            | Creemos (UCS/PDC)            | 16       | Nuevo    |
| Total      | Total                        | 130      | 130      |

#### Composición actual
| Afiliación | Afiliación                          | Miembros | Miembros |
| ---------- | ----------------------------------- | -------- | -------- |
|            | Movimiento al Socialismo (Arcistas) | 42       | 33       |
|            | EVO Pueblo (Evistas)                | 27       | Nuevo    |
|            | Unidad (Creemos)                    | 20       | Nuevo    |
|            | APB Súmate (Bloque "Dignidad")      | 14       | Nuevo    |
|            | Libre (FRI)                         | 10       | Nuevo    |
|            | Alianza Popular (Androniquistas)    | 6        | Nuevo    |
|            | Comunidad Ciudadana                 | 5        | 34       |
|            | Unidad Cívica Solidaridad           | 2        | 2        |
|            | Nueva Generación Patriótica         | 1        | Nuevo    |
|            | Partido Comunista de Bolivia        | 1        | 1        |
|            | Independiente                       | 2        | 2        |
| Total      | Total                               | 130      | 130      |

### Miembros de la Cámara de Diputados
| Dpto.      | Retrato                 | Diputado/a              | Distrito     | Partido o curul         | Partido o curul          | Bancada                | Bancada                        | Mandato                | Mandato                | Ref.    |
| Dpto.      | Retrato                 | Diputado/a              | Distrito     | Partido o curul         | Partido o curul          | Bancada                | Bancada                        | Inicio                 | Fin                    | Ref.    |
| ---------- | ----------------------- | ----------------------- | ------------ | ----------------------- | ------------------------ | ---------------------- | ------------------------------ | ---------------------- | ---------------------- | ------- |
| Chuquisaca |                         | Blanca López            | Plurinominal |                         | Movimiento al Socialismo |                        | MAS-IPSP (ala arcista)         | 3 de noviembre de 2020 | En el cargo            | [ 6 ]   |
| Chuquisaca |                         | Gustavo Vega            | Plurinominal | [ 7 ]                   | Movimiento al Socialismo |                        | MAS-IPSP (ala arcista)         | 3 de noviembre de 2020 | En el cargo            |         |
| Chuquisaca |                         | Pamela Alurralde        | Plurinominal |                         | Comunidad Ciudadana      |                        | APB Súmate                     | 3 de noviembre de 2020 | En el cargo            | [ 8 ]   |
| Chuquisaca |                         | Marcelo Pedrazas        | Plurinominal | [ 9 ]                   | Comunidad Ciudadana      |                        | APB Súmate                     | 3 de noviembre de 2020 | En el cargo            |         |
| Chuquisaca |                         | Marlene Fernández       | Plurinominal |                         | Comunidad Ciudadana      | Unidad                 | [ 10 ]                         | 3 de noviembre de 2020 | En el cargo            |         |
| Chuquisaca |                         | Pablo Arízaga           | 1            |                         | Comunidad Ciudadana      | APB Súmate             | [ 3 ]                          | 3 de noviembre de 2020 | En el cargo            |         |
| Chuquisaca |                         | Lily Fernández          | 2            | [ 11 ]                  | Comunidad Ciudadana      | APB Súmate             |                                | 3 de noviembre de 2020 | En el cargo            |         |
| Chuquisaca |                         | Jorge Yucra             | 3            |                         | Movimiento al Socialismo |                        | MAS-IPSP (ala arcista)         | 3 de noviembre de 2020 | En el cargo            | [ 12 ]  |
| Chuquisaca |                         | Lidia Limón             | 4            |                         | Movimiento al Socialismo |                        | MAS-IPSP (ala arcista)         | 3 de noviembre de 2020 | En el cargo            |         |
| Chuquisaca |                         | Adán Palacios           | 5            | [ 13 ]                  | Movimiento al Socialismo |                        | MAS-IPSP (ala arcista)         | 3 de noviembre de 2020 | En el cargo            |         |
| La Paz     |                         | Freddy Mamani           | Plurinominal |                         | Movimiento al Socialismo | EVO Pueblo             | [ 14 ]                         | 3 de noviembre de 2020 | En el cargo            |         |
| La Paz     |                         | Bertha Acarapi          | Plurinominal | [ 15 ]                  | Movimiento al Socialismo | EVO Pueblo             |                                | 3 de noviembre de 2020 | En el cargo            |         |
| La Paz     |                         | Freddy López            | Plurinominal |                         | Movimiento al Socialismo | Alianza Popular        | [ 16 ]                         | 3 de noviembre de 2020 | En el cargo            |         |
| La Paz     |                         | Betty Yañiquez          | Plurinominal |                         | Movimiento al Socialismo | MAS-IPSP (ala arcista) | [ 17 ]                         | 3 de noviembre de 2020 | En el cargo            |         |
| La Paz     |                         | Froilán Mamani          | Plurinominal |                         | Movimiento al Socialismo | Alianza Popular        | [ 18 ]                         | 3 de noviembre de 2020 | En el cargo            |         |
| La Paz     |                         | Gloria Calizaya         | Plurinominal |                         | Movimiento al Socialismo | MAS-IPSP (ala arcista) | [ 19 ]                         | 3 de noviembre de 2020 | En el cargo            |         |
| La Paz     |                         | Freddy Velásquez        | Plurinominal | [ 20 ]                  | Movimiento al Socialismo | MAS-IPSP (ala arcista) |                                | 3 de noviembre de 2020 | En el cargo            |         |
| La Paz     |                         | Soledad Pérez           | Plurinominal |                         | Movimiento al Socialismo | EVO Pueblo             | [ 21 ]                         | 3 de noviembre de 2020 | En el cargo            |         |
| La Paz     |                         | Omar Yujra              | Plurinominal |                         | Movimiento al Socialismo | MAS-IPSP (ala arcista) | [ 22 ]                         | 3 de noviembre de 2020 | En el cargo            |         |
| La Paz     |                         | Carlos Alarcón          | Plurinominal |                         | Comunidad Ciudadana      |                        | Unidad                         | 3 de noviembre de 2020 | En el cargo            | [ 3 ]   |
| La Paz     |                         | Elena Pachacute         | Plurinominal | Unidad (2024-2025)      | Comunidad Ciudadana      | [ 23 ] [ 24 ]          |                                | 3 de noviembre de 2020 | En el cargo            |         |
| La Paz     | Libre (Desde 2025)      | Elena Pachacute         | Plurinominal |                         | Comunidad Ciudadana      | [ 23 ] [ 24 ]          |                                | 3 de noviembre de 2020 | En el cargo            |         |
| La Paz     |                         | Walter Villagra         | Plurinominal | Libre                   | Comunidad Ciudadana      | [ 25 ]                 |                                | 3 de noviembre de 2020 | En el cargo            |         |
| La Paz     |                         | Gabriela Ferrel         | Plurinominal |                         | Comunidad Ciudadana      | Unidad                 | [ 26 ]                         | 3 de noviembre de 2020 | En el cargo            |         |
| La Paz     |                         | Gustavo Aliaga          | Plurinominal |                         | Comunidad Ciudadana      | CC                     | [ 27 ]                         | 3 de noviembre de 2020 | En el cargo            |         |
| La Paz     |                         | Beto Astorga            | 6            |                         | Comunidad Ciudadana      | Libre                  | [ 9 ]                          | 3 de noviembre de 2020 | En el cargo            |         |
| La Paz     |                         | Miguel Roca             | 7            |                         | Comunidad Ciudadana      | ADN-MNR-PDC-NGP (2025) | [ 28 ] [ 29 ] [ 30 ]           | 3 de noviembre de 2020 | En el cargo            |         |
| La Paz     | APB Súmate (desde 2025) | Miguel Roca             | 7            |                         | Comunidad Ciudadana      |                        | [ 28 ] [ 29 ] [ 30 ]           | 3 de noviembre de 2020 | En el cargo            |         |
| La Paz     |                         | Ingvar Ellefsen         | 8            |                         | Comunidad Ciudadana      | CC                     | [ 31 ]                         | 3 de noviembre de 2020 | En el cargo            |         |
| La Paz     |                         | Ramiro Venegas          | 9            |                         | Movimiento al Socialismo |                        | Alianza Popular                | 3 de noviembre de 2020 | En el cargo            | [ 32 ]  |
| La Paz     |                         | María Alanoca           | 10           |                         | Movimiento al Socialismo | EVO Pueblo             | [ 33 ]                         | 3 de noviembre de 2020 | En el cargo            |         |
| La Paz     |                         | Renán Cabezas           | 11           | [ 33 ]                  | Movimiento al Socialismo | EVO Pueblo             |                                | 3 de noviembre de 2020 | En el cargo            |         |
| La Paz     |                         | Sabina Hilda Condori    | 12           | [ 34 ]                  | Movimiento al Socialismo | EVO Pueblo             |                                | 3 de noviembre de 2020 | En el cargo            |         |
| La Paz     |                         | Félix Mayta             | 13           |                         | Movimiento al Socialismo | MAS-IPSP (ala arcista) | [ 35 ]                         | 3 de noviembre de 2020 | En el cargo            |         |
| La Paz     |                         | Hernán Durán            | 14           | [ 36 ]                  | Movimiento al Socialismo | MAS-IPSP (ala arcista) |                                | 3 de noviembre de 2020 | En el cargo            |         |
| La Paz     |                         | Zulay Mamani            | 15           |                         | Movimiento al Socialismo | EVO Pueblo             | [ 37 ]                         | 3 de noviembre de 2020 | En el cargo            |         |
| La Paz     |                         | Andrés Flores           | 16           |                         | Movimiento al Socialismo | MAS-IPSP (ala arcista) | [ 38 ]                         | 3 de noviembre de 2020 | En el cargo            |         |
| La Paz     |                         | Gladys Quispe           | 17           |                         | Movimiento al Socialismo | EVO Pueblo             | [ 39 ]                         | 3 de noviembre de 2020 | En el cargo            |         |
| La Paz     |                         | Basilia Rojas           | 18           |                         | Movimiento al Socialismo | MAS-IPSP (ala arcista) | [ 40 ]                         | 3 de noviembre de 2020 | En el cargo            |         |
| La Paz     |                         | Pasceza Quispe          | 19           | [ 41 ]                  | Movimiento al Socialismo | MAS-IPSP (ala arcista) |                                | 3 de noviembre de 2020 | En el cargo            |         |
| La Paz     |                         | Verónica Challco        | Especial     | [ 42 ]                  | Movimiento al Socialismo | MAS-IPSP (ala arcista) |                                | 3 de noviembre de 2020 | En el cargo            |         |
| Cochabamba |                         | Magaly Gómez            | Plurinominal | [ 43 ]                  | Movimiento al Socialismo | MAS-IPSP (ala arcista) |                                | 3 de noviembre de 2020 | En el cargo            |         |
| Cochabamba |                         | José Luis Flores        | Plurinominal | [ 44 ]                  | Movimiento al Socialismo | MAS-IPSP (ala arcista) |                                | 3 de noviembre de 2020 | En el cargo            |         |
| Cochabamba |                         | Felicia Alejo           | Plurinominal |                         | Movimiento al Socialismo | EVO Pueblo             | [ 45 ]                         | 3 de noviembre de 2020 | En el cargo            |         |
| Cochabamba |                         | Jhonny Pardo            | Plurinominal |                         | Movimiento al Socialismo | Alianza Popular        | [ 46 ]                         | 3 de noviembre de 2020 | En el cargo            |         |
| Cochabamba |                         | Toribia Lero            | Plurinominal |                         | Comunidad Ciudadana      |                        | Unidad                         | 3 de noviembre de 2020 | En el cargo            | [ 47 ]  |
| Cochabamba |                         | Saúl Lara               | Plurinominal | [ 9 ]                   | Comunidad Ciudadana      |                        | Unidad                         | 3 de noviembre de 2020 | En el cargo            |         |
| Cochabamba |                         | Samantha Nogales        | Plurinominal | [ 48 ]                  | Comunidad Ciudadana      |                        | Unidad                         | 3 de noviembre de 2020 | En el cargo            |         |
| Cochabamba |                         | José Maldonado          | Plurinominal |                         | Comunidad Ciudadana      | Libre                  | [ 49 ]                         | 3 de noviembre de 2020 | En el cargo            |         |
| Cochabamba |                         | Alejandra Camargo       | Plurinominal |                         | Comunidad Ciudadana      | APB Súmate             | [ 50 ]                         | 3 de noviembre de 2020 | En el cargo            |         |
| Cochabamba |                         | César Virguetti (+)     | 20           |                         | Comunidad Ciudadana      | CC                     | 29 de junio de 2021 (falleció) | 3 de noviembre de 2020 | [ 51 ]                 |         |
| Cochabamba | Cargo acefalo           | Cargo acefalo           | 20           | 30 de junio de 2021     | Comunidad Ciudadana      | CC                     | 5 de octubre de 2021           |                        |                        |         |
| Cochabamba |                         | Mayra Zalles (suplente) | 20           |                         | Comunidad Ciudadana      | Unidad                 | 6 de octubre de 2021           | En el cargo            | [ 52 ]                 |         |
| Cochabamba |                         | Santos Mamani           | 21           |                         | Movimiento al Socialismo |                        | EVO Pueblo                     | En el cargo            | 3 de noviembre de 2020 | [ 22 ]  |
| Cochabamba |                         | Olivia Guachalla        | 22           |                         | Movimiento al Socialismo | MAS-IPSP (ala arcista) | [ 53 ]                         | En el cargo            | 3 de noviembre de 2020 |         |
| Cochabamba |                         | Dora Lizeth Morales     | 23           |                         | Movimiento al Socialismo | EVO Pueblo             | [ 54 ]                         | En el cargo            | 3 de noviembre de 2020 |         |
| Cochabamba |                         | Gualberto Arispe        | 24           | [ 55 ]                  | Movimiento al Socialismo | EVO Pueblo             |                                | En el cargo            | 3 de noviembre de 2020 |         |
| Cochabamba |                         | Héctor Arce             | 25           | [ 56 ]                  | Movimiento al Socialismo | EVO Pueblo             |                                | En el cargo            | 3 de noviembre de 2020 |         |
| Cochabamba |                         | María Cristina Choque   | 26           | [ 57 ]                  | Movimiento al Socialismo | EVO Pueblo             |                                | En el cargo            | 3 de noviembre de 2020 |         |
| Cochabamba |                         | Rosario García          | 27           |                         | Movimiento al Socialismo | MAS-IPSP (ala arcista) | [ 58 ]                         | En el cargo            | 3 de noviembre de 2020 |         |
| Cochabamba |                         | Pacífico Choque         | 28           |                         | Movimiento al Socialismo | EVO Pueblo             | [ 45 ]                         | En el cargo            | 3 de noviembre de 2020 |         |
| Cochabamba |                         | Gildo Hinojosa          | Especial     |                         | Movimiento al Socialismo | MAS-IPSP (al arcista)  |                                | En el cargo            | 3 de noviembre de 2020 |         |
| Oruro      |                         | Lily Bernabe            | Plurinominal |                         | Movimiento al Socialismo | EVO Pueblo             | [ 59 ]                         | En el cargo            | 3 de noviembre de 2020 |         |
| Oruro      |                         | Enrique Urquidi         | Plurinominal |                         | Comunidad Ciudadana      |                        | Unidad                         | En el cargo            | 3 de noviembre de 2020 | [ 60 ]  |
| Oruro      |                         | Mariel Peñaloza         | Plurinominal |                         | Comunidad Ciudadana      | APB Súmate             | [ 61 ]                         | En el cargo            | 3 de noviembre de 2020 |         |
| Oruro      |                         | Ronald Huanca           | Plurinominal |                         | Comunidad Ciudadana      | Ind.                   | [ 62 ]                         | En el cargo            | 3 de noviembre de 2020 |         |
| Oruro      |                         | Miriam Martínez         | 29           |                         | Movimiento al Socialismo |                        | MAS-IPSP (ala arcista)         | En el cargo            | 3 de noviembre de 2020 | [ 63 ]  |
| Oruro      |                         | Juan José Jauregui      | 30           | [ 64 ]                  | Movimiento al Socialismo |                        | MAS-IPSP (ala arcista)         | En el cargo            | 3 de noviembre de 2020 |         |
| Oruro      |                         | Celia Salazar           | 31           | [ 65 ]                  | Movimiento al Socialismo |                        | MAS-IPSP (ala arcista)         | En el cargo            | 3 de noviembre de 2020 |         |
| Oruro      |                         | Quintín Villazón        | 32           |                         | Movimiento al Socialismo | EVO Pueblo             | [ 66 ]                         | En el cargo            | 3 de noviembre de 2020 |         |
| Oruro      |                         | Honorio Chino           | Especial     | [ 67 ]                  | Movimiento al Socialismo | EVO Pueblo             |                                | En el cargo            | 3 de noviembre de 2020 |         |
| Potosí     |                         | Elsa Alí                | Plurinominal |                         | Movimiento al Socialismo | MAS-IPSP (ala arcista) | [ 68 ]                         | En el cargo            | 3 de noviembre de 2020 |         |
| Potosí     |                         | Antonio Colque          | Plurinominal |                         | Movimiento al Socialismo | EVO Pueblo             | [ 69 ]                         | En el cargo            | 3 de noviembre de 2020 |         |
| Potosí     |                         | Celia Rivera            | Plurinominal |                         | Movimiento al Socialismo | MAS-IPSP (ala arcista) | [ 70 ]                         | En el cargo            | 3 de noviembre de 2020 |         |
| Potosí     |                         | Guillermo Benavides     | Plurinominal |                         | Comunidad Ciudadana      |                        | Unidad                         | En el cargo            | 3 de noviembre de 2020 | [ 10 ]  |
| Potosí     |                         | Marina Morales          | Plurinominal |                         | Comunidad Ciudadana      | Libre                  | [ 71 ]                         | En el cargo            | 3 de noviembre de 2020 |         |
| Potosí     |                         | Juan Pardo              | Plurinominal |                         | Comunidad Ciudadana      | Unidad                 | [ 10 ]                         | En el cargo            | 3 de noviembre de 2020 |         |
| Potosí     |                         | Juan José Torrez        | 33           | [ 10 ]                  | Comunidad Ciudadana      | Unidad                 |                                | En el cargo            | 3 de noviembre de 2020 |         |
| Potosí     |                         | Mónica Torres           | 34           |                         | Comunidad Ciudadana      | APB Súmate             | [ 50 ]                         | En el cargo            | 3 de noviembre de 2020 |         |
| Potosí     |                         | Pedro Francisco Coro    | 35           |                         | Movimiento al Socialismo |                        | EVO Pueblo                     | En el cargo            | 3 de noviembre de 2020 | [ 72 ]  |
| Potosí     |                         | Adriana Tarifa          | 36           |                         | Movimiento al Socialismo | MAS-IPSP (ala arcista) | [ 73 ]                         | En el cargo            | 3 de noviembre de 2020 |         |
| Potosí     |                         | Higinio Farfán          | 37           | [ 74 ]                  | Movimiento al Socialismo | MAS-IPSP (ala arcista) |                                | En el cargo            | 3 de noviembre de 2020 |         |
| Potosí     |                         | Gladys Chumacero        | 38           |                         | Movimiento al Socialismo | EVO Pueblo             | [ 75 ]                         | En el cargo            | 3 de noviembre de 2020 |         |
| Potosí     |                         | Israel Huaytari         | 39           |                         | Movimiento al Socialismo | MAS-IPSP (ala arcista) | [ 76 ]                         | En el cargo            | 3 de noviembre de 2020 |         |
| Tarija     |                         | María Elena Ortega      | Plurinominal |                         | Comunidad Ciudadana      |                        | Libre                          | En el cargo            | 3 de noviembre de 2020 | [ 77 ]  |
| Tarija     |                         | José Luis Porcel        | Plurinominal | [ 24 ]                  | Comunidad Ciudadana      |                        | Libre                          | En el cargo            | 3 de noviembre de 2020 |         |
| Tarija     |                         | José Huanca             | Plurinominal |                         | Movimiento al Socialismo |                        | MAS-IPSP (ala arcista)         | En el cargo            | 3 de noviembre de 2020 | [ 78 ]  |
| Tarija     |                         | Alexsandra Zenteno      | Plurinominal |                         | Movimiento al Socialismo | EVO Pueblo             | [ 79 ]                         | En el cargo            | 3 de noviembre de 2020 |         |
| Tarija     |                         | Edwin Rosas             | 40           |                         | Comunidad Ciudadana      |                        | Ind. (2021-2024)               | En el cargo            | 3 de noviembre de 2020 | [ 80 ]  |
| Tarija     |                         | Edwin Rosas             | 40           | APB Súmate (Desde 2024) | Comunidad Ciudadana      | [ 61 ]                 |                                | En el cargo            | 3 de noviembre de 2020 |         |
| Tarija     |                         | Mariela Baldivieso      | 41           |                         | Comunidad Ciudadana      | NGP                    | [ 81 ]                         | En el cargo            | 3 de noviembre de 2020 |         |
| Tarija     |                         | Delfor Burgos           | 42           |                         | Movimiento al Socialismo |                        | MAS-IPSP (ala arcista)         | En el cargo            | 3 de noviembre de 2020 | [ 82 ]  |
| Tarija     |                         | Lidia Tupa              | 43           | [ 83 ]                  | Movimiento al Socialismo |                        | MAS-IPSP (ala arcista)         | En el cargo            | 3 de noviembre de 2020 |         |
| Tarija     |                         | Darlen Velasco          | Especial     |                         | Movimiento al Socialismo | EVO Pueblo             | [ 84 ]                         | En el cargo            | 3 de noviembre de 2020 |         |
| Santa Cruz |                         | Marioly Morón           | Plurinominal |                         | Creemos                  |                        | APB Súmate                     | En el cargo            | 3 de noviembre de 2020 | [ 85 ]  |
| Santa Cruz |                         | Erwin Bazan             | Plurinominal |                         | Creemos                  | Unidad                 | [ 86 ]                         | En el cargo            | 3 de noviembre de 2020 |         |
| Santa Cruz |                         | Khaline Moreno          | Plurinominal | [ 87 ]                  | Creemos                  | Unidad                 |                                | En el cargo            | 3 de noviembre de 2020 |         |
| Santa Cruz |                         | Tito Caero              | Plurinominal |                         | Creemos                  | UCS (2021-2024)        | [ 80 ]                         | En el cargo            | 3 de noviembre de 2020 |         |
| Santa Cruz |                         | Tito Caero              | Plurinominal | APB Súmate (Desde 2024) | Creemos                  | [ 88 ]                 |                                | En el cargo            | 3 de noviembre de 2020 |         |
| Santa Cruz |                         | Sandra Paz              | Plurinominal |                         | Creemos                  | UCS                    | [ 80 ]                         | En el cargo            | 3 de noviembre de 2020 |         |
| Santa Cruz |                         | Estefanía Morales       | Plurinominal |                         | Movimiento al Socialismo |                        | Alianza Popular                | En el cargo            | 3 de noviembre de 2020 | [ 89 ]  |
| Santa Cruz |                         | Jerges Mercado Suárez   | Plurinominal |                         | Movimiento al Socialismo | PCB                    | [ 90 ]                         | En el cargo            | 3 de noviembre de 2020 |         |
| Santa Cruz |                         | Jerges Mercado Suárez   | Plurinominal | MAS-IPSP (ala arcista)  | Movimiento al Socialismo | [ 91 ]                 |                                | En el cargo            | 3 de noviembre de 2020 |         |
| Santa Cruz |                         | Alina Canaviri          | Plurinominal |                         | Movimiento al Socialismo | EVO Pueblo             | [ 92 ]                         | En el cargo            | 3 de noviembre de 2020 |         |
| Santa Cruz |                         | Anyelo Céspedes         | Plurinominal | [ 74 ]                  | Movimiento al Socialismo | EVO Pueblo             |                                | En el cargo            | 3 de noviembre de 2020 |         |
| Santa Cruz |                         | Luisa Nayar             | Plurinominal |                         | Comunidad Ciudadana      |                        | CC                             | En el cargo            | 3 de noviembre de 2020 | [ 93 ]  |
| Santa Cruz |                         | Luisa Nayar             | Plurinominal | Unidad (2024-2025)      | Comunidad Ciudadana      | [ 26 ]                 |                                | En el cargo            | 3 de noviembre de 2020 |         |
| Santa Cruz |                         | Daniel Prieto           | Plurinominal |                         | Comunidad Ciudadana      | APB Súmate             | [ 50 ]                         | En el cargo            | 3 de noviembre de 2020 |         |
| Santa Cruz |                         | Senaida Rojas           | Plurinominal |                         | Comunidad Ciudadana      | Unidad                 | [ 10 ]                         | En el cargo            | 3 de noviembre de 2020 |         |
| Santa Cruz |                         | Aldo Terrazas           | Plurinominal | [ 10 ]                  | Comunidad Ciudadana      | Unidad                 |                                | En el cargo            | 3 de noviembre de 2020 |         |
| Santa Cruz |                         | Walthy Egüez            | 44           |                         | Creemos                  | Unidad                 | [ 94 ]                         | En el cargo            | 3 de noviembre de 2020 |         |
| Santa Cruz |                         | José Carlos Gutiérrez   | 45           |                         | Creemos                  | APB Súmate             | [ 61 ]                         | En el cargo            | 3 de noviembre de 2020 |         |
| Santa Cruz |                         | Moira Osinaga           | 46           |                         | Creemos                  | Unidad                 | [ 95 ]                         | En el cargo            | 3 de noviembre de 2020 |         |
| Santa Cruz |                         | Tatiana Añez            | 47           | [ 96 ]                  | Creemos                  | Unidad                 |                                | En el cargo            | 3 de noviembre de 2020 |         |
| Santa Cruz |                         | Omar Rueda              | 48           |                         | Creemos                  | UCS (2021-2024)        | [ 80 ]                         | En el cargo            | 3 de noviembre de 2020 |         |
| Santa Cruz |                         | Omar Rueda              | 48           | APB Súmate (Desde 2024) | Creemos                  | [ 88 ]                 |                                | En el cargo            | 3 de noviembre de 2020 |         |
| Santa Cruz |                         | Patricio Mendoza        | 49           |                         | Movimiento al Socialismo |                        | EVO Pueblo                     | En el cargo            | 3 de noviembre de 2020 | [ 97 ]  |
| Santa Cruz |                         | Oscar Michel            | 50           |                         | Creemos                  |                        | Unidad                         | En el cargo            | 3 de noviembre de 2020 | [ 98 ]  |
| Santa Cruz |                         | Runy Callaú             | 51           |                         | Creemos                  | UCS                    | [ 80 ]                         | En el cargo            | 3 de noviembre de 2020 |         |
| Santa Cruz |                         | Deisy Choque            | 52           |                         | Movimiento al Socialismo |                        | MAS-IPSP (ala arcista)         | En el cargo            | 3 de noviembre de 2020 | [ 99 ]  |
| Santa Cruz |                         | Tania Paniagua          | 53           | [ 100 ]                 | Movimiento al Socialismo |                        | MAS-IPSP (ala arcista)         | En el cargo            | 3 de noviembre de 2020 |         |
| Santa Cruz |                         | María René Álvarez      | 54           |                         | Creemos                  |                        | Libre                          | En el cargo            | 3 de noviembre de 2020 | [ 96 ]  |
| Santa Cruz |                         | Hernán Hinojosa         | 55           |                         | Movimiento al Socialismo |                        | MAS-IPSP (ala arcista)         | En el cargo            | 3 de noviembre de 2020 | [ 101 ] |
| Santa Cruz |                         | Vicente Condori         | 56           | [ 102 ]                 | Movimiento al Socialismo |                        | MAS-IPSP (ala arcista)         | En el cargo            | 3 de noviembre de 2020 |         |
| Santa Cruz |                         | Danny Daniel Rojas      | 57           |                         | Movimiento al Socialismo | EVO Pueblo             | [ 103 ]                        | En el cargo            | 3 de noviembre de 2020 |         |
| Santa Cruz |                         | Elsa Sánchez            | Especial     |                         | Movimiento al Socialismo | MAS-IPSP (ala arcista) | [ 104 ]                        | En el cargo            | 3 de noviembre de 2020 |         |
| Beni       |                         | Janira Román            | Plurinominal |                         | Comunidad Ciudadana      |                        | CC                             | En el cargo            | 3 de noviembre de 2020 | [ 105 ] |
| Beni       |                         | Janira Román            | Plurinominal | Unidad (2024-2025)      | Comunidad Ciudadana      | [ 26 ]                 |                                | En el cargo            | 3 de noviembre de 2020 |         |
| Beni       |                         | Oscar Balderas          | Plurinominal |                         | Comunidad Ciudadana      | Libre                  | [ 11 ]                         | En el cargo            | 3 de noviembre de 2020 |         |
| Beni       |                         | Sarah Crespo            | Plurinominal |                         | Movimiento al Socialismo |                        | MAS-IPSP (ala arcista)         | En el cargo            | 3 de noviembre de 2020 | [ 106 ] |
| Beni       |                         | Fernando Llapiz         | 58           |                         | Creemos                  |                        | Unidad                         | En el cargo            | 3 de noviembre de 2020 |         |
| Beni       |                         | Aleida Joseff           | 59           |                         | Movimiento al Socialismo |                        | MAS-IPSP (ala arcista)         | En el cargo            | 3 de noviembre de 2020 | [ 64 ]  |
| Beni       |                         | Keyla Ortiz             | 60           |                         | Comunidad Ciudadana      |                        | Ind.                           | En el cargo            | 3 de noviembre de 2020 | [ 80 ]  |
| Beni       |                         | Leonardo Ayala          | 61           |                         | Creemos                  |                        | Alianza Popular                | En el cargo            | 3 de noviembre de 2020 | [ 107 ] |
| Beni       |                         | Enrique Cunai           | Especial     |                         | Movimiento al Socialismo |                        | MAS-IPSP (ala arcista)         | En el cargo            | 3 de noviembre de 2020 | [ 108 ] |
| Pando      |                         | Sergio Maniguary        | Plurinominal |                         | Creemos                  |                        | Libre                          | En el cargo            | 3 de noviembre de 2020 | [ 11 ]  |
| Pando      |                         | Sebastián Divico        | Plurinominal |                         | Comunidad Ciudadana      |                        | CC                             | En el cargo            | 3 de noviembre de 2020 | [ 109 ] |
| Pando      |                         | María José Rodríguez    | 62           |                         | Movimiento al Socialismo |                        | MAS-IPSP (ala arcista)         | En el cargo            | 3 de noviembre de 2020 | [ 110 ] |
| Pando      |                         | Roy Suárez              | 63           | [ 111 ]                 | Movimiento al Socialismo |                        | MAS-IPSP (ala arcista)         | En el cargo            | 3 de noviembre de 2020 |         |
| Pando      |                         | Tacni Mendoza           | Especial     | [ 112 ]                 | Movimiento al Socialismo |                        | MAS-IPSP (ala arcista)         | En el cargo            | 3 de noviembre de 2020 |         |

## Comisiones
La Cámara de Diputados consta de 12 comisiones, cuya misión fundamental es el tratamiento de los proyectos de ley, las cuales son:
| Nº | Comisión                                                                        | Presidente                             |
| 1  | Constitución, Legislación y Sistema Electoral                                   | Carol Mireya Montaño Rocha (MAS)       |
| 2  | Ética                                                                           | Julio Hermógenes Costas Gonzales (PDC) |
| 3  | Justicia Plural, Ministerio Público y Defensa Legal del Estado                  | Nelly Lenz Roso (MAS)                  |
| 4  | Planificación, Política Económica y Finanzas                                    | Víctor Ezequiel Borda Belzu (MAS)      |
| 5  | Economía Plural, Producción e Industria                                         | Franklin Richard Flores Córdoba (MAS)  |
| 6  | Organización Territorial del Estado y Autonomías                                | Érik Morón Osinaga (UD)                |
| 7  | Educación y Salud                                                               | Blanca López Sandoval (MAS)            |
| 8  | Derechos Humanos                                                                | Otilia Choque Véliz (MAS)              |
| 9  | Política Social                                                                 | Julio Hermógenes Costas Gonzales (PDC) |
| 10 | Gobierno, Defensa y Fuerzas Armadas                                             | Freddy Vargas Terceros (MAS)           |
| 11 | Política Internacional y Protección al Migrante                                 | Valeria Silva Guzmán (MAS)             |
| 12 | Región Amazónica, Tierra, Territorio, Agua, Recursos Naturales y Medio Ambiente | Avilio Vaca Achico (MAS)               |